# Parminder Nagra
Parminder Nagra, född 5 oktober 1975 i Leicester, är en brittisk skådespelare.  Hennes föräldrar är av indiskt/sikhiskt ursprung och flyttade till Storbritannien under 1960-talet.
Hon fick sitt genombrott i filmen Skruva den som Beckham 2002. Filmen blev en stor succé i ett flertal länder. Rollen som Jesminder Bhamra var skriven speciellt med tanke på henne.
Under 2003 spelade hon rollen som Viola/Cesario i en TV-filmatisering av William Shakespeares Trettondagsafton.
I TV-serien Cityakuten gjorde hon rollen som doktor Neela Rasgotra. 
År 2018 gick Nagra med i andra säsongen i TV-serien Tretton skäl varför som Priya Singh, den nya rådgivaren för Liberty High.
Nagra gifte sig 17 januari 2009 med fotografen James Stenson. Paret har en son, född 19 maj 2009. De skilde sig 2013.

## Filmografi i urval
- 1998 – Curry nam-nam (TV-serie)
- 2002 – Skruva den som Beckham
- 2003 – Cityakuten (TV-serie)
- 2003 – Trettondagsafton
- 2004 – Ella den förtrollade
- 2013 – The Blacklist
- 2018 – Bird Box
- 2018–2019 – Tretton skäl varför (TV-serie)
- 2019 – Five Feet Apart
- 2023 – Maternal (TV-serie)
- 2023 – The Kiss List
- 2022–2024 – DI Ray (TV-serie)